# Marcela Esther Molfino
Marcela Esther Molfino de Amarilla, (15 de noviembre de 1952, Buenos Aires, secuestrada desaparecida en San Antonio de Padua, Buenos Aires, 17 de octubre de 1979) estudiante del Profesorado de Letras en la Universidad Nacional del Nordeste (UNNE), militante del Peronismo de Base, luego de la Juventud Peronista (JP) y Montoneros, víctima de la última dictadura cívico militar de Argentina

## Biografía
Era la tercera hija de José Adán Molfino y Noemí Esther Gianetti, una familia de clase media y raíz católica. Vivió en Resistencia donde realizó sus estudios primarios y secundarios, en el Colegio María Auxiliadora. Estudiaba Profesorado de Letras en la UNNE, en 1971.
Era amiga de Rubén Dri, y como él militó en el Peronismo de Base, trabajando en los barrios Villa Saavedra y Mariano Moreno.
El 27 de diciembre de 1973, Marcela se casó con Guillermo Amarilla, estudiante de la carrera de Contador Público Nacional en la UNNE y delegado de la Regional IV de la JP. Su esposo Guillermo nació el 25 de enero de 1950 en Resistencia. Sus padres, Donato Crescencio Amarilla y Ramona Cabrera tuvieron once hijos. Guillermo fue el décimo. Vivió en Resistencia muy cerca del centro de la ciudad. Realizó sus estudios primarios en la escuela 400 y los secundarios en la Comercio 1. En 1965 viajó a Cosquín, como integrante de la Delegación Oficial del Chaco y cumplió durante el festival sus 15 años.
En 1975 nace el primer hijo de Marcela y Guillermo, Mauricio Amarilla, en Resistencia. Junto a su esposo se incorporó a Montoneros. Desde fines de 1975 vivieron en la provincia de Tucumán donde consiguieron escapar del Operativo Independencia. Luego vivieron en Capital Federal, donde nació su segundo hijo, Joaquín Amarilla. En junio de 1978 se exiliaron del país, en Francia donde el 24 de diciembre de 1978 nació su tercer hijo, Ignacio Amarilla.
Posteriormente se contactaron con los hermanos de Guillermo Amarilla, que estaban en Buenos Aires, y en 1977 retomaron la comunicación con Montoneros.
Luego se radicaron en México por un tiempo y finalmente regresaron a Buenos Aires en 1979 para participar de la Contraofensiva de Montoneros. Luego de un tiempo comenzaron a construir una casa junto a la de Rubén Amarilla y Susana Hedman, hermano y cuñada de Guillermo, en San Antonio de Padua.

## Hermanos
- Era hermana de Alejandra Molfino, estudiante de Ingeniería de la UNNE y militante en el sindicato docente, detenida en mayo de 1976 y llevada a la cárcel de Devoto, donde estuvo un año hasta que le dieron la opción de salir del país (se exilió en Francia);
- Miguel Ángel Molfino, militante del Partido Revolucionario de los Trabajadores (PRT), periodista y escritor que fue secuestrado en Buenos Aires el 23 de mayo de 1979 y alojado en la comisaría 3. De allí fue derivado al Centro Clandestino de Detención (CCD) “Coordinación Federal”, de donde fue trasladado a la alcaidía policial de Resistencia, Chaco, y más tarde al CCD que funcionaba en la Brigada de Investigaciones, hasta que fue condenado por un Consejo de Guerra y legalizado. Estuvo en la Unidad 9 de La Plata, en Rawson y en la Unidad 7 de Resistencia. Fue liberado en diciembre de 1983.[3]
- Liliana Molfino, militante del Frente Antiimperialista por el Socialismo (FAS), y de José Alberto Molfino, quienes sostuvieron durante toda la dictadura un exilio interno, viviendo en Resistencia, Chaco.[3]
- Gustavo Carlos Molfino, cuyo testimonio resulta clave para reconstruir la historia familiar. Se exilió junto a su madre cuando era estudiante secundario. Militó en el MPM y después del asesinato de Noemí viajó a Nicaragua, donde participó de la Revolución Sandinista. Volvió de su exilio en 1984. Desde 1980, es querellante en la causa por el asesinato de su madre. También forma parte del colectivo de familiares Juicio Campo de Mayo Causa Contraofensiva, donde se presentó como querellante. Actualmente, Gustavo se dedica a la fotografía y trabaja en la Cámara de Diputados de la Nación.[3]

## Secuestro y desaparición
En la tarde del 17 de octubre de 1979 un grupo armado irrumpió en el domicilio que compartían con la familia de su cuñado Rubén. Eran agentes de la Policía  de Buenos Aires y del Chaco, junto con integrantes del Ejército o Gendarmería. Guillermo fue secuestrado en la vía pública, en Ramos Mejía, cerca del mediodía y Marcela junto a Rubén Amarilla y Susana Hedman, más los cinco hijos de los dos matrimonios, en San Antonio de Padua, provincia de Buenos Aires. Fueron vistos en el centro clandestino de detención que funcionaba en Campo de Mayo. La única sobreviviente del operativo fue Susana Hedman, los cinco menores fueron restituidos a sus familiares luego de permanecer en cautiverio quince días. Hasta la fecha, Marcela, Guillermo y Rubén permanecen desaparecidos. Vecinos de la zona comentan que Marcela estaba herida. La vivienda fue ametrallada, desmantelada y saqueada.

## Recuperan la identidad de su cuarto hijo
Luego de una investigación, se recuperó la identidad del cuarto hijo de la pareja, Guillermo Amarilla. En su partida de nacimiento figura la fecha 17/05/1980 y como lugar Campo de Mayo. Mediante estos datos se sabe que Marcela estuvo embarazada y dio a luz estando en cautiverio. El 4 de noviembre de 2009 las Abuelas de Plaza de Mayo dieron a conocer la restitución de la identidad del nieto 98: Guillermo Amarilla Molfino, el cuarto hijo de Marcela y Guillermo, que nació en el Hospital Militar de Campo de Mayo, ocho meses después del secuestro de su mamá.
Nadie sabía que Marcela estaba embarazada al momento del secuestro. El hijo de Amarilla y Molfino comenzó a tener sospechas sobre su identidad cuando descubrió que era adoptado, algo que nadie le había dicho, y cuando reparó en datos como que quien decía ser su madre tenía problemas para quedar embarazada, y quien decía ser su padre era personal civil del Ejército.
Lo primero que le miraron los tres hermanos de Guillermo Amarilla-Molfino, al nieto recuperado número 98, fue el lóbulo de la oreja: una de las características de la familia es que carecen del lóbulo separado, lo cual les da una huella de identidad tan poderosa, que los componentes del núcleo parental confían tanto o más, en el dato de la oreja que en el del ADN.

### Juicio
En octubre de 2013 Martín Guillermo declaró en el nuevo juicio por los crímenes de lesa humanidad cometidos durante la última dictadura en Campo de Mayo, que incluye la causa por su apropiación en 1980.
El Tribunal Oral Federal N° 2 de San Martín lleva adelante esta causa y la acusación contra la apropiadora de Guillermo, Aída Blandina Dusolina Pizzoni. El apropiador, el Personal Civil de Inteligencia (PCI) del Batallón 601 de Inteligencia del Ejército Jorge Oscar García de la Paz, no llegó a ser juzgado debido a que falleció años atrás.

## Asesinato de su madre
Noemí Esther Gianetti de Molfino (Mimí), en 1977 decidió exiliarse en París, Francia, donde denunció las prisiones y secuestros de sus hijos, participó en la Comisión de Derechos Humanos de la Organización de Naciones Unidas (ONU) y colaboró con el Movimiento Peronista Montonero (MPM). Fue secuestrada el 12 de junio de 1980 en Lima, Perú, en el marco del Plan Cóndor, junto a María Inés Raverta y Julio César Ramírez, militantes de la organización Montoneros. Fue llevada a Bolivia y luego al CCD Campo de Mayo, hasta que el 18 de julio de ese año, que fue trasladada a un hotel de Madrid, España, donde fue asesinada.
Rodolfo Eduardo Almirón, expolicía argentino e integrante de la Triple A, es investigado por el secuestro y asesinato de Noemí, fundadora de las Madres de Plaza de Mayo.